# Cymburge de Mazovie
Cymburge de Mazovie (en polonais : Cymbarka mazowiecka ; en allemand : Cimburgis von Masowien, également Zimburgis ou Cimburga), née en 1394 ou 1397 à Varsovie et morte le 28 septembre 1429 à Türnitz en Autriche, est une princesse polonaise qui devint vers 1412 la seconde épouse du duc Ernest d'Autriche, de la maison de Habsbourg, et par là duchesse de la lignée de l'Autriche intérieure en Styrie, Carinthie et Carniole. En tant que mère de l'empereur Frédéric III, Cymburge, après Gertrude de Hohenberg, est devenue la deuxième femme à être l'ancêtre de tous les Habsbourg ultérieurs, du fait que seule la descendance de Frédéric s'est perpétuée en lignée masculine.

## Biographie
Elle naquit à Varsovie dans le duché de Mazovie, la fille du duc Ziemowit IV († 1426) de la dynastie Piast et de sa femme Alexandra de Lituanie († 1434), fille du grand-duc Olgierd, issu de la dynastie des Gédiminides, et sœur cadette de Ladislas II Jagellon, roi de Pologne. Son frère, Aleksander de Mazovie, fut nommé prince-évêque de Trente en 1424.

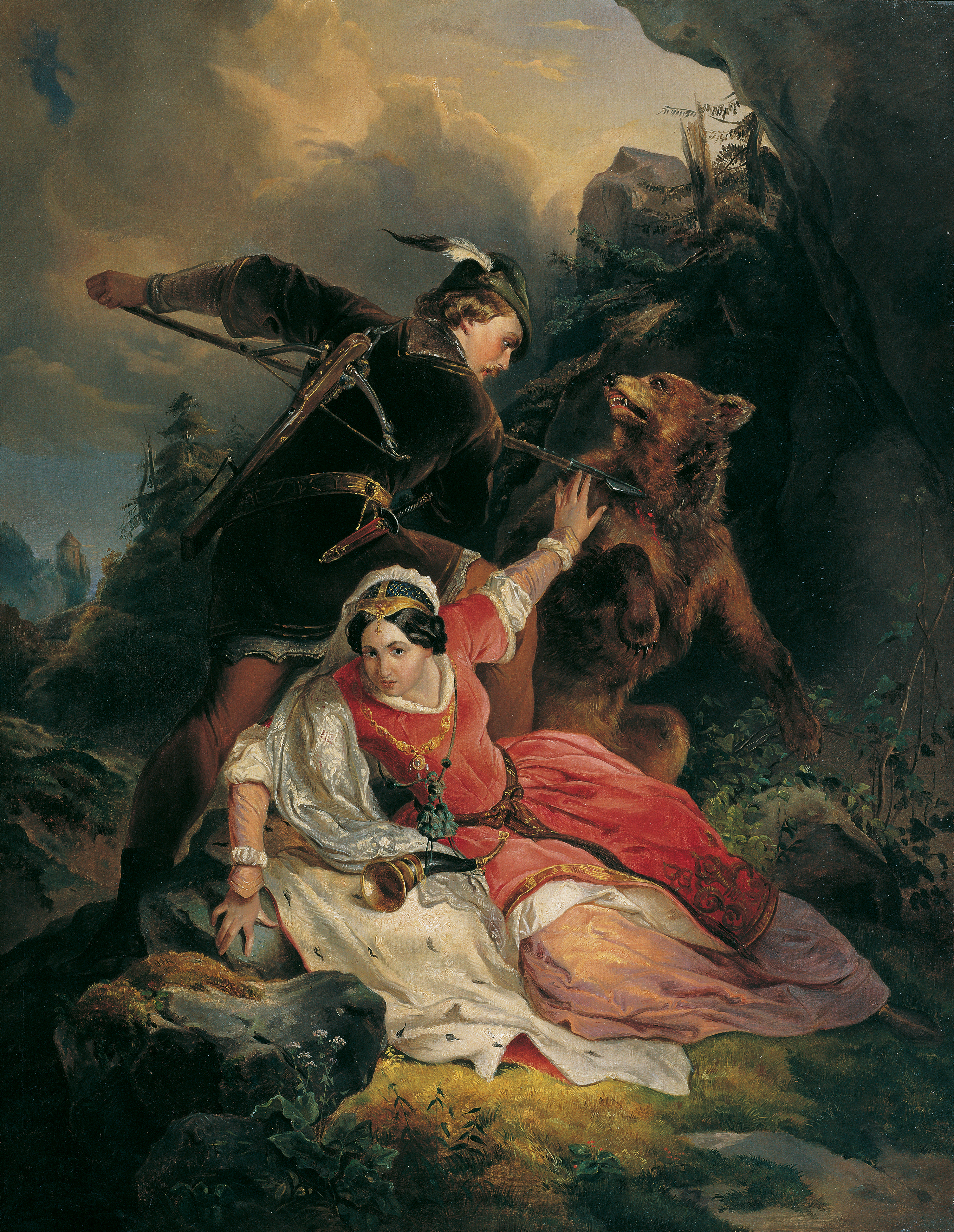
Ernest sauve Cymburge, tableau du XIXe siècle, palais du Belvédère.

Bien que les fiançailles de son frère aîné Guillaume avec la princesse polonaise Jadwiga eussent échoué de façon humiliante, le duc Ernest d'Autriche, après la mort de sa première épouse Marguerite de Poméranie, se rendit à Cracovie pour demander la main de Cymburge. Selon les chroniques de Johann Jacob Fugger (1516-1575), ils se donnèrent tous les deux rendez-vous pour une partie de chasse où Ernest sauva la vie de sa fiancée. Quoiqu'il n'eût pas l'agrément de la famille des Habsbourg, le mariage se révéla heureux. En 1414, Ernest commença à porter le titre d’archiduc.
On connait mal la vie de Cymburge. La tradition veut qu'elle ait été renommée également pour sa force exceptionnelle, qui lui permettait, par exemple, d'enfoncer des clous dans un mur à mains nues et de casser des noix entre ses doigts. Un de ses descendants, Auguste II le Fort précisément, devait se distinguer par sa vigueur puisqu'il était capable de briser à mains nues un fer à cheval[réf. nécessaire].
Cymburge survécut à son mari et mourut à Türnitz dans l'actuelle Basse-Autriche, lors d'un pèlerinage à Mariazell. Elle est enterrée à l'abbaye de Lilienfeld.

## Descendance
- 5 enfants morts en bas âge
- Frédéric V (1415–1493), archiduc d'Autriche à partir de 1457, élu roi des Romains en 1440 et couronné empereur romain germanique en 1452.
- Marguerite (1416–1486), femme de l'électeur Frédéric II de Saxe
- Albert VI d'Autriche (1418–1463)
- Catherine (1420–1493), femme du margrave Charles Ier de Bade

## Prognathisme habsbourgeois
Bien que le fait soit controversé, on a soutenu (au moins depuis Robert Burton en 1621) que c'est d'elle que la famille a hérité cette mâchoire inférieure proéminente (le prognathisme), caractéristique physique de la plupart de ses membres pendant plusieurs générations jusqu'au XVIIIe siècle. On le retrouve même chez quelques-uns de ses lointains descendants actuels (bien qu'il n'apparaisse pas aussi nettement). La statue de Cymburge dans la Hofkirche d'Innsbruck ne présente cependant pas cette caractéristique ; mais on la retrouve dans un portrait d'Albert Ier, bisaïeul de son mari.